# Детектив Ди и тайна Призрачного Пламени
«Детектив Ди и тайна Призрачного Пламени» (кит. 狄仁杰之通天帝国; англ. Detective Dee and the Mystery of the Phantom Flame) — эпический фэнтези-боевик 2010 года режиссёра Цуй Харка о Ди Жэньцзе, чиновнике, реально существовавшем во времена правления династии Тан. Главные роли в фильме исполнили Энди Лау, Карина Лау и Ли Бинбин. Съёмки фильма начались в мае 2009 года в провинции Чжэцзян. Фильм вышел на экраны 29 сентября 2010 года. Он участвовал в конкурсной программе 67-го Венецианского кинофестиваля.

## Сюжет
Коронация императрицы У Цзэтянь находится под угрозой срыва из-за таинственных смертей чиновников, произошедших в результате самовозгорания на солнце. Для расследования этого дела императрица вызволяет из тюрьмы Детектива Ди, которого сама же посадила туда семь лет назад за то, что тот организовал несколько восстаний против неё, поскольку считал, что женщина не должна находиться на троне.

## Производство
До начала съёмок фильма Цуй Харк три года изучал историю правления династии Тан и личность Ди Жэньцзе; сама идея была подана сценаристом Чэнем Гофу. О начале съёмок было объявлено в 2008 году на 13м Международном кинофестивале в Пусане.
Он — тонкий писхолог, который знает, о чём вы думаете, по вашим глазам, дыханию, паузам в речи, он может сказать, что вы скрываете... — Энди Лау
Детектив Ди стал совместным производством китайской компании Huayi Brothers и студии Film Workshop. Фильм стал 50 м продюсерским проектом Film Workshop.

### Актёрский состав
Он — очень необычный человек, обладающий педантичностью, отличной манерой держать себя и невероятной дальновидностью. Его менталитет и философия совсем не такие как у Шерлока Холмса или Джеймса Бонда. Он будет вечно жить в моём сердце, и я воспринимаю его с большой долей романтики и должен изобразить его безупречно. — Цуй Харк
Комментируя подбор актёра для главной роли, Цуй Харк заявил: «Кто сказал, что Ди Жэньцзе должен быть толстым и старым? Он должен выглядеть красиво. Мудрость и внешность должны быть сбалансированы.». 5 января 2009 года The Hollywood Reporter объявил, что на главную роль в фильме утверждён Энди Лау.
В ролях:
- Энди Лау — Ди Жэньцзе, детектив изгнанник при династии Тан[11]. Для того, чтобы подготовиться к съёмкам, Лау изучал криминальную психологию[7].

- Карина Лау — У Цзэтянь, императрица Китая. Во время пресс-конференции актриса отметила, что считает образ императрицы трагическим; ей приходится быть «сверхчеловеком», обладать огромной силой духа и мудростью для принятия неоднозначных решений[8]. Для съёмок в фильме Лау пришлось брать уроки верховой езды и избавиться от своего страха перед лошадьми[7].

- Ли Бинбин — Шаньгуан Цинь’ер, правая рука императрицы, мастерица боевых искусств.

### Съёмки
Съёмки фильма начались в мае 2009 года. Бюджет проекта составил 13 миллионов долларов. Съёмки проходили в провинции Чжэцзян, на студии Hengdian World Studios, которая является одной из самых больших киностудий в мире. Саммо Хун занимался постановкой массовых сцен и боёв.

## Продолжения
В 2013 году вышел приквел Молодой детектив Ди: Восстание морского дракона.